# Hàm Minh
Hàm Minh là một xã thuộc huyện Hàm Thuận Nam, tỉnh Bình Thuận, Việt Nam.
Xã Hàm Minh có diện tích 81,18 km², dân số năm 1999 là 7531 người, mật độ dân số đạt 93 người/km².

## Lịch sử
Sau năm 1975, xã Hàm Minh trực thuộc huyện Hàm Thuận, tỉnh Thuận Hải
Ngày 30/12/1982, xã Hàm Minh trực thuộc huyện Hàm Thuận Nam, tỉnh Thuận Hải
Tháng 4/1992, xã Hàm Minh trực thuộc huyện Hàm Thuận Nam, tỉnh Bình Thuận và giữ cho đến ngày nay

## Hành chính
Xã Hàm Minh được chia làm thành 3 thôn: Minh Tiến, Minh Hòa và Minh Thành. Trong đó thôn Minh Tiến là thôn quan trọng của xã, là nơi tập trung các cơ quan của xã như:
- Ủy ban nhân dân xã Hàm Minh
- Trạm y tế xã Hàm Minh
- Ngân hàng và quỹ tín dụng nhân dân Hàm Minh Hàm Minh
- Chợ Hàm Minh (xây dựng mới và hoạt động từ năm 2016)
- Trường Trung học cơ sở Hàm Minh
- Trạm thu phí Sông Phan
Về trường mẫu giáo, toàn xã có 1 trường đó là Mẫu giáo Hàm Minh, chia thành 3 cơ sở, mỗi cơ sở ở mỗi thôn
Về trường tiểu học, xã có 2 trường: Tiểu học Hàm Minh 1 (thôn Minh Thành), Tiểu học Hàm Minh 2 (cơ sở chính tại thôn Minh Tiến và cơ sở phụ tại thôn Minh Hòa)

## Nông thôn mới
Năm 2011, xã Hàm Minh mới bắt đầu thực hiện phong trào xây dựng nông thôn mới. Qua 3 năm, xã đã hoàn thành 19 tiêu chí xây dựng nông thôn mới và là xã đạt chuẩn nông thôn mới đầu tiên của huyện Hàm Thuận Nam vào cuối năm 2014. Thu nhập bình quân đầu người năm 2014 là 28 triệu đồng (xếp thứ nhất trong số 98 xã của toàn tỉnh tại thời điểm cuối năm 2014).

## Kinh tế
Xã Hàm Minh là một xã thuần nông nghiệp với 95% dân số làm nông nghiệp, trong đó số hộ trồng thanh long đạt trên 90%, số còn lại là trống lúa, điều, cây lâu năm,... Bộ phận 5% còn lại buôn bán nhỏ, giáo viên và công chức nhà nước.
Hoạt động đi lại của người dân chủ yếu là xe gắn máy và xa tải nhỏ. Toàn xã cung cấp xăng dầu bởi 3 trạm xăng dầu (2 cây xăng tại Minh Tiến và 1 cây xăng tại Minh Hòa)
Xã có khu bảo tồn thiên nhiên núi Tà Kú
Trong 3 thôn của xã, đáng chú ý là thôn Minh Hòa, thôn có hàng trăm tỷ phú làm giàu từ cây thanh long.